# 無印良品
無印良品（日语：／ Mujirushi Ryouhin）是由株式會社良品計劃（日语：株式会社良品計画）註冊經營的日本品牌，名稱意為「没有名字的优良商品」。其產品類別廣泛，主要以日常用品為主，如服飾、文具、食品、厨具等。另有房屋建築、花店、咖啡店、餐廳甚至是旅館等，朝多方面的市場發展开拓。

## 歷史
無印良品創始人堤清二和其友人設計師田中一光，主要概念。1980年代初期日本設計中，主流強化品牌識別，並非透過裝飾來加強品牌，任西友總裁的堤清二提出了「反品牌」的想法。他找來了幾位知名的設計師好友如田中一光、小池一子、天野勝和杉本貫志，開設了「無印良品」，開始家庭用品、食品。品牌由日暮真三和田中一光使用「無品牌的商品」的日文發音直譯命名。最初的宣傳標語「有理由的便宜」（わけあって安い）則由小池一子提出。
無印良品在獲得當時同屬季節集團旗下的FamilyMart投資後，1982年，無印良品開始批發商品給其他合作商店。同年，無印良品設計，稱為「22 inch bicycle」。
1983年，在同集團的西友及FamilyMart協助下，無印良品於日本東京的青山開設了第一家獨立店面。店鋪的室內設計由杉本貴志負責。1989年6月，無印良品從西友百貨體系中獨立，成立了“株式會社良品計劃”。
1991年7月，無印良品在英國倫敦開設海外第一家分店，使用「MUJI」為品牌名稱。1992年9月，已成為株式会社魚力併購株式会社良品計画，因此將公司名株式会社良品計画。同年在香港與永安公司合作營運，於1998年關閉。
1995年無印良品發展家電市場，有冰箱、洗衣機、電話、電鍋、微波爐等電氣商品。同年8月，無印良品的股票在JASDAQ店頭市場公開。1996年3月，開始經營了花卉販售商店「花良」。1998年12月，無印良品於東京證券交易所二部（中小板）上市。

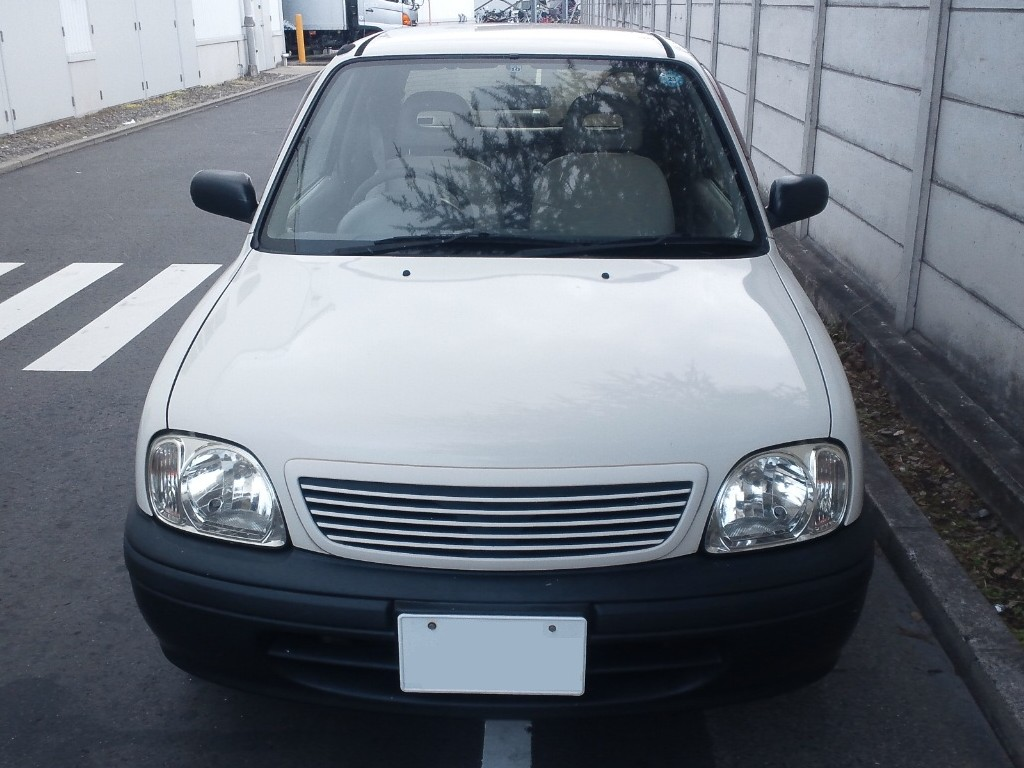
2001年無印良品與日產汽車公司合作推出的「MUJI Car 1000」汽車

1999年，無印良品銷售孕婦裝與童裝。2001年與日產汽車公司合作，推出了無印良品汽車，稱為「MUJI Car 1000」。2000年8月，無印良品在東京證券交易所一部（主板）上市。2003年，推出的形象廣告「地平線」系列獲得東京ADC賞桂冠獎，無印良品品牌也獲得日本織部賞。
2001年4月，無印良品香港分部成立, 首間店鋪於沙田新城市廣場三期開幕, 5,000 平方尺。
2004年，無印良品與台灣統一集團合作，成立台灣無印良品股份有限公司；並於當年4月於台北市微風廣場成立第一家門市。
2005年，良品计画全资投资成立无印良品（上海）商业有限公司，在上海开设中国大陆第一家“無印良品MUJI”门店。
2006年8月，傢俱製造販賣商IDÉE將公司渡讓予良品計劃，成立子公司（2007年9月改名為）。
2007年11月，無印良品在紐約蘇活區開設了美國的第一間分店。
2013年12月19日，良品計劃宣布以每股新台幣87.8元購買統一超商所持之台灣無印良品51%股權，總交易金額新台幣14.5億元，台灣無印良品改由良品計劃直營。2014年1月台灣無印良品股份有限公司正式成為株式會社良品計劃的全資子公司。
2017年1月10日株式會社良品計劃將會在深圳深業上城UpperHills開設「全球首個無印良品旗艦店、餐廳、酒店三合一項目，共提供79間客房。旗艦店內面積約2700平方米，MUJI Diner將位於旗艦店內，面積約750平方米，可容納120人同時用餐，也是全球第一家MUJI HOTEL。
坐落深圳UpperHills的MUJI HOTEL，分為6層，2樓為旗艦店、餐廳及酒店大堂，还有主打文化生活的FOUND MUJI、MUJI BOOKS、IDÉE及OPEN MUJI等等，所有生活家品一應俱全。房間方面，共有５種不同大小的選擇，價錢由RMB$950-$2,500不等，每個房間均以标志性的簡約風格為裝潢。入住時更可以在3樓的MUJI BOOK圖書館中打發時間，內裡放置超過600多本中外經典書籍，亦可以到MUJI Diner一嚐健康美味的家庭料理。
2019 年與芬蘭自動駕駛車公司 Sensible 4 合作，推出一款無人駕駛，名為「GACHA」的智能公車。

## 三个基本原则
1. 原材料的选择
2. 工序的改善
3. 包装的简化 [12]

## 商品
無印良品有許多商品是出自知名設計師之手，曾經合作的產品設計師包括深澤直人、恩佐·馬里、山姆·黑古德、賈斯伯·莫里森，服裝設計師則包括永澤陽一、山本耀司、植原邦雄等。無印良品的住宅則有建築師北山恒、難波和彥及室內設計師吉岡徳仁等人參與。
無印良品曾聘請已故的設計師田中一光擔任視覺藝術總監，田中卸任後改以組成視覺藝術咨詢顧問委員會取代。廣告的視覺藝術由原研哉負責。其他咨詢顧問委員包括小池一子、麹谷宏、杉本貴志、天野勝、原研哉及深澤直人。
無印良品產品一般本身使用原素材，不加特別染料、印刷等，而貨品的價錢、條碼與品牌名稱只會以一簡單、容易拆除的標籤顯示；而在商品售出時，也依然會給顧客帶有品牌名稱的包裝紙袋。不過大部分產品在拆去品牌標籤後就看不到品牌的名字，恢复原來的特色。

## 店鋪

### 日本國內

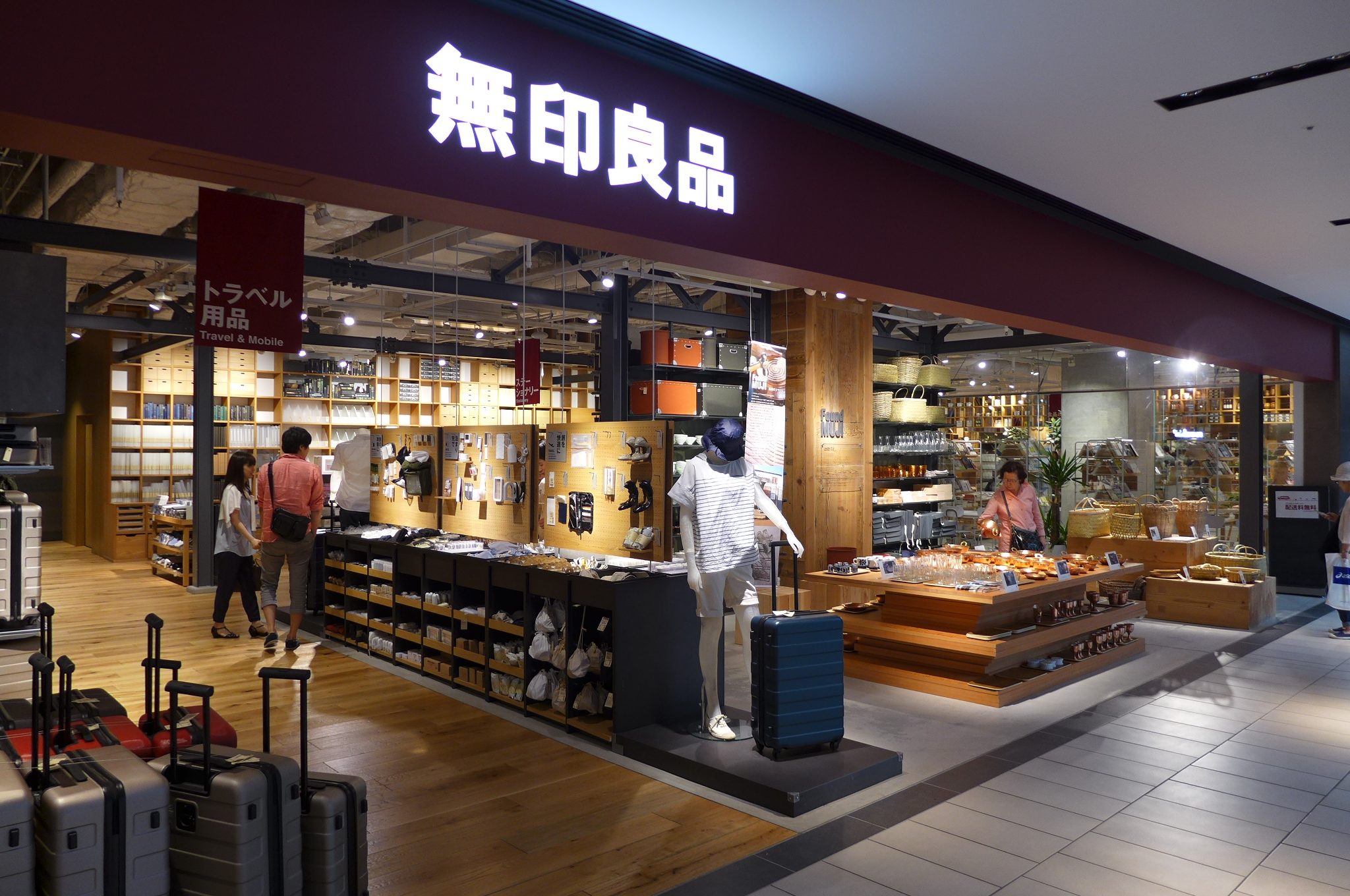
日本大阪Grand Front Osaka的無印良品分店

截至2016年，無印良品在日本共有312間直營店，以及102間授權販售店。過去曾經開設四間暢貨中心，分別位於御殿場、大阪、福岡和入間（目前均關閉）。也有提供餐飲服務的和、三座「無印良品露營場」（キャンプ場，位於群馬縣嬬戀村、新潟縣津南町、岐阜縣高山市）。

### 日本海外
2025年，海外店鋪550餘間，分布在英國、法國、瑞典、意大利、挪威、德國、西班牙、愛爾蘭、盧森堡、新加坡、馬來西亞、韓國、泰國、美國、印尼、台灣、加拿大、中國大陸、澳門和香港等地。此外在美國紐約的現代藝術博物館紀念商品處也有部份無印良品商品出售。

#### 香港及澳門店鋪

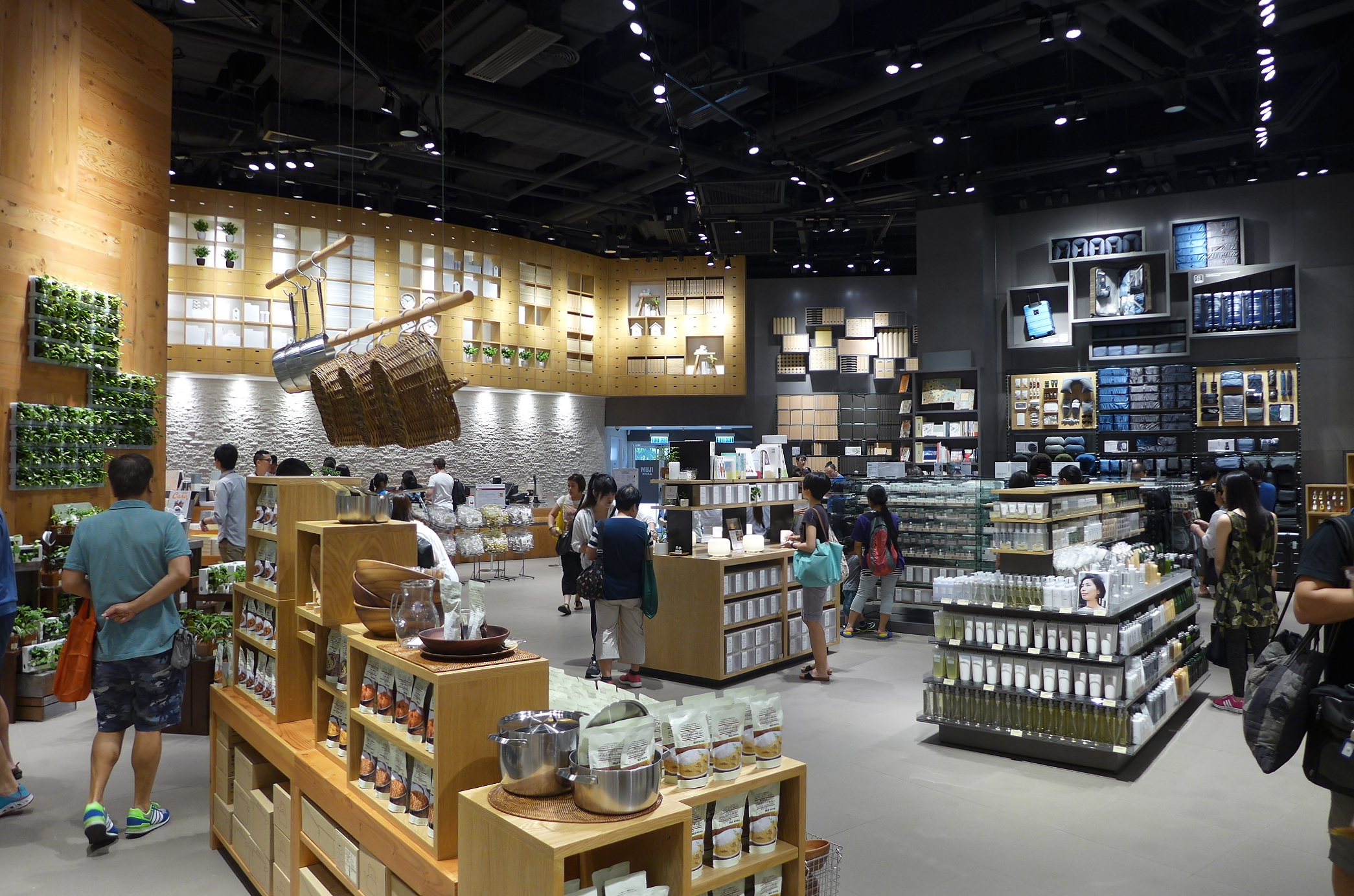
大角咀奧海城的無印良品分店，有高樓底的設計

無印良品在1991年進入香港，並與永安百貨聯合經營，在尖沙咀海洋中心設分店。到1998年，日本總公司認為受到亞洲金融風暴影響，決定結束香港4間分店及及新加坡3間店舖。到2001年4月第3次重回香港，於沙田西田百貨（今一田百貨）開設逾5,000呎旗艦店，同年在尖沙咀和銅鑼灣開設分店。到2013年於銅鑼灣利舞台廣場開始首間位於海外的Café&Meal MUJI。其後在奧海城、又一城和新都會廣場分店引入MUJI Books。到2020年6月，在九龍灣德福廣場全港最大的無印良品，佔地24,000平方呎，引入香港首次推出的「食材市集」、「茶米工房」和「刺繡工房」。2022年12月，MUJI在澳門威尼斯人開設首家分店，該店屬香港MUJI之分店。2023年，MUJI將進駐皇室堡、港鐵大圍站上蓋商場圍方和啟德發展區全新商場AIRSIDE，其中第19店圍方在7月22日開業, 第20店AIRSIDE在9月28日開業，第21店皇室堡在11月開設港澳旗艦店，第22店12月底進駐荃灣如心廣場，第23店進駐鑽石山荷里活廣場, 海港城店於2024年八月中旬關閉, V City店於2024年10月9日結業。2025年，無印宣布，將軍澳新都城中心分店2025年於3月21日開幕第24店。東港城店於2025年3月9日結業。 元朗形點分店將會遷至新舖位，預計2025年8月開幕。新世紀廣場在2025年7月開業。
- MUJI Books / Café&Meal MUJI：奧海城、又一城、新都會廣場、皇室堡
- MUJI：利舞台廣場、朗豪坊、美麗華廣場、太古城中心、屯門市廣場、apm、形點、太古廣場、新城市廣場、圍方、AIRSIDE、如心廣場、澳門威尼斯人、德福廣場、荷里活廣場、新都城中心、新世紀廣場
- MUJI TO GO：港鐵香港站、港鐵青衣站
- 已關閉：荃灣廣場、世貿中心、合和中心、Found MUJI元創方(PMQ)、MUJI TO GO 機場、海港城、V City、東港城

#### 中国大陆店铺

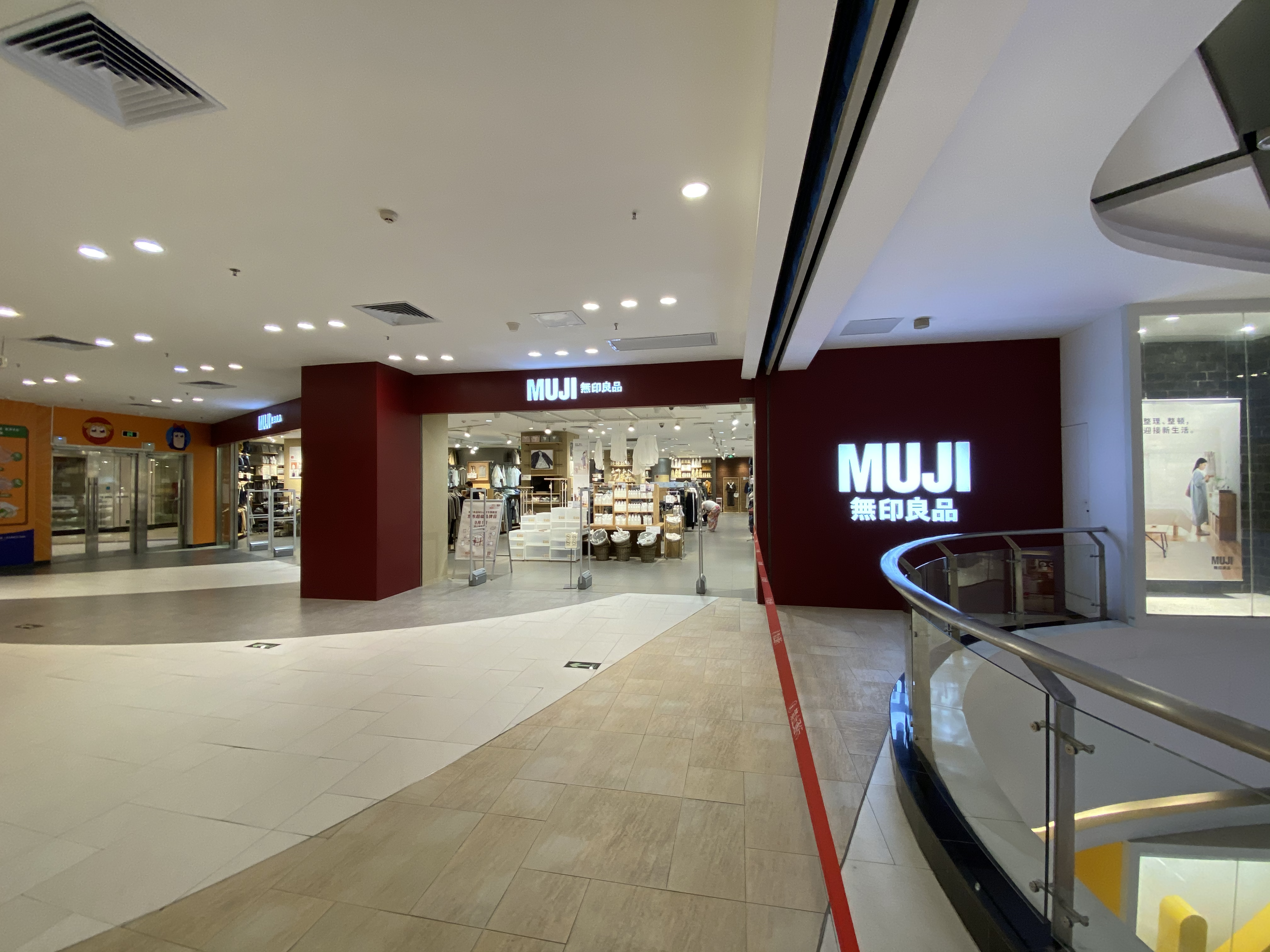
广州東方寶泰購物廣場的無印良品分店

2005年7月，无印良品上海专卖店正式开业，代表其正式进入中国大陆市场。截至2025年8月，无印良品在中国大陆地区的门店总数已逾400家。

## 飯店

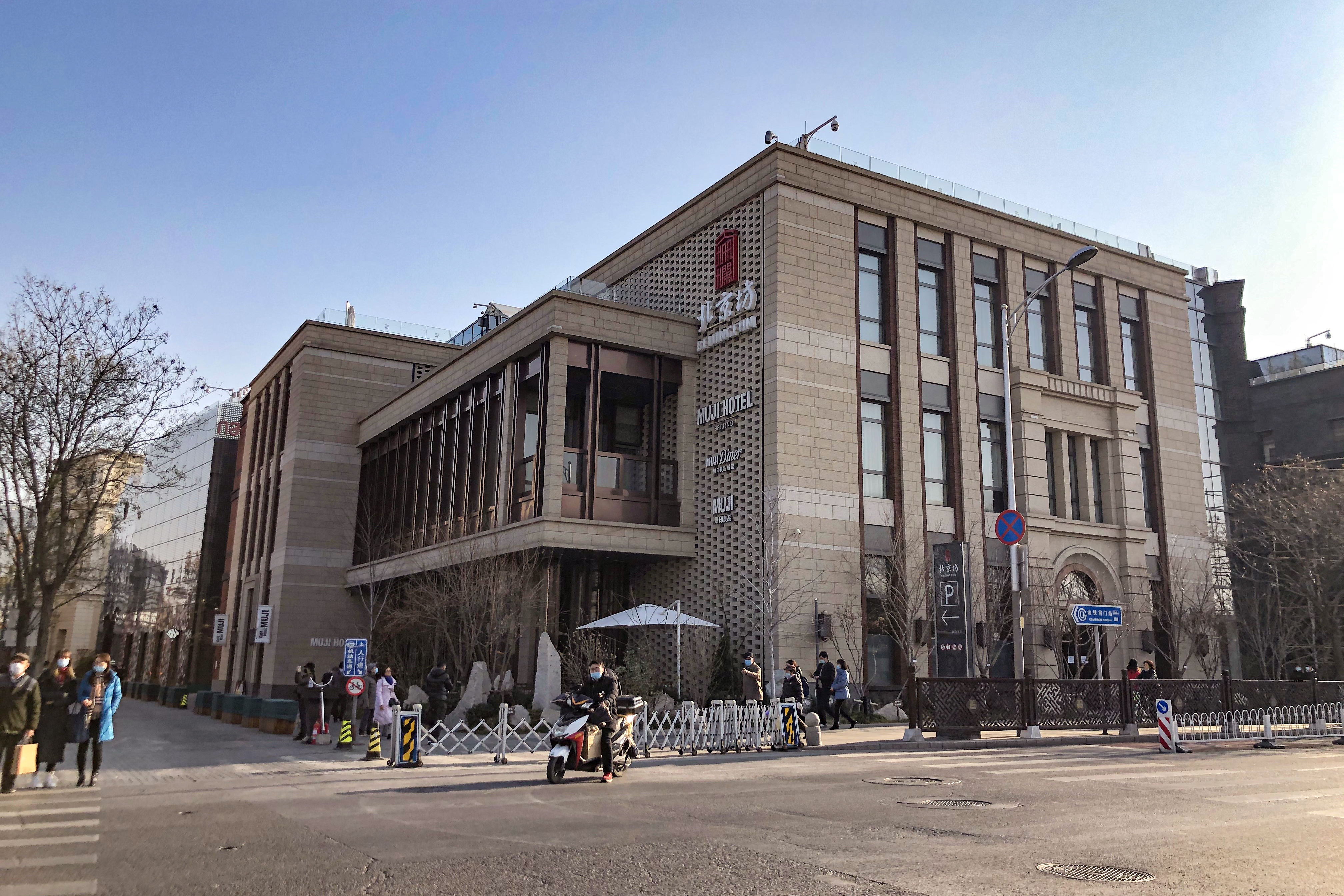
MUJI HOTEL BEIJING

無印良品首間飯店MUJI HOTEL SHENZHEN於2018年1月18日開幕，裝修與傳統的無印風格一致。到同年6月底在北京市西城區大栅栏街道的北京坊開設第二間飯店，樓高5層，佔地4000平方公尺，並融入傳統中國建築的特色。第三間東京銀座店於2019年開幕。

## MUJIGRAM
《MUJIGRAM》是無印良品的員工所使用的業務手冊，分為13冊，共計1,683頁。手冊內容包含了店铺日常运营从开店准备一直到店铺关闭的所有事项。這份手冊是2000年無印良品業績下滑時，由時任社長的松井忠三（現為會長）製作，以新進員工也能理解的方式撰寫，搭配大量圖片和照片，內容詳細但又十分簡潔。
《MUJIGRAM》的13本手冊分別為：踏入賣場之前、收銀業務、承接訂單、配送／自行車、佈置賣場、商品管理、經理、勞務管理、危機管理、開店準備、店鋪管理、店鋪系統、歸檔。

## 相關故事
在美籍加拿大作家威廉·吉布森的科幻小說《模式識別》（於2003年出版），書中主角對於品牌和公司商標過敏，因此他穿的是無印良品衣服。這部作品拍攝成的電影，原计划在2008年上映，然目前製作企劃已被華納公司放棄。

## 相关事件

### 核污染食品誤報事件
2017年3月15日，中国中央电视台3·15晚会曝光一家无印良品门店所出售的进口食品，外包装所粘贴的中文标签所示的产地为东京都丰岛区，名列国家质检总局《关于进一步加强从日本进口食品农产品检验检疫监管的公告》所列的禁止进口名单。事件曝光后，有消费者表示，无印良品这一行为是故意欺瞒中国消费者。3月16日，株式会社良品计划发言人在接受电话采访时表示，无印良品并未在中国贩售任何有问题的产品。随后，无印良品中国分公司书面回应称，进口食品日文标签所标注的“东京都丰岛区”为无印良品日本总部名称及其注册地址，而非生产地址。随后，经上海出入境检验检疫局核查无印良品（上海）商业有限公司的进口记录，未发现有来自于日本核辐射地区的食品，所曝光食品的原产地为日本福井县和日本大阪府。在曝光前的2月23日，日本官方通讯社共同社发布消息称，日本驻华大使馆已向央视提出了质疑采访经过的信函。截至3月22日，日本大使馆未收到来自央视的回复。有中國網民把無印良品的「印」和「良」調轉戲稱為“無良印品”。

### 宣傳物品地圖使用爭議
2018年1月29日，中国国家测绘地理信息局通报，无印良品重庆分店赠阅的《2017年秋冬家具目录册》中插附的地图存在问题。通报称，该地图无在中国大陆出版的地图所需的审图号，存在错绘国界线，漏绘钓鱼岛、赤尾屿和南海诸岛等岛屿，海南岛与大陆不同色等错误。1月31日，日本政府举行记者招待会，官房长官菅义伟就此事表态，已向中国政府提出申请，要求中方做出事实说明，并表示“尖阁诸岛是日本固有领土，无论是从历史角度还是国际法角度均无疑问，现处于日本的有效支配下。对于中方单方面采取的措施，我方是完全不能接受的”。2月1日下午，无印良品日本总部表示，称没有对日本政府表达任何希望其介入的意向，并“不评价”日本政府表态。该公司同时对问题地图进行废弃，并表示今后将认真遵守法律法规。

### 商標版權盜用爭議
2004年日本MUJI還未進入中國市場時，海南南華實業貿易公司已搶得先機，在其第24類商品註冊「無印良品」的商標，包括毛巾、棉織品及被罩等，有效期限至2021年4月27日，再將商標轉讓給「Natural Mill」的北京棉田紡織品公司。在2017年12月，北京棉田向日本無印良品的母公司株式會社良品计画提出訴訟，稱日方侵犯了其「無印良品」的商標權。經過二審判決後，法院判定北京棉田勝訴。日企MUJI無法在其24類產品印上商標之餘，還須向北京棉田支付約62萬元人民幣罰款，MUJI已在2018年1月提出上訴。2019年12月，北京市高级人民法院二审宣判，驳回日本株式會社良品计画的上诉，维持原判。事后，为消除上述行为带来的不良影响，日本無印良品已对上述商品的商标标注情况进行了整改。2021年11月4日，北京市朝阳区人民法院审理认为，日本无印良品构成商业诋毁行为，判决其赔偿北京无印良品40万元人民币，并在相应范围内消除影响。

### 食物含致癌物
2019月1月16日，香港消費者委員會針對58款餅乾做檢測，驗出多款餅乾都有致癌物質超標，近九成含基因致癌物，其中又有48款高糖、56款高脂、46款高糖高脂，而基因致癌物「環氧丙醇」含量最高的五款就包括著名的榮華蛋卷、御品皇牛油蛋卷、無印良品的曲奇餅乾、金御膳雞蛋卷和奇寶巧克力豆酥餅，其中無印良品的燕麥酥餅也不合格。榛果口味燕麥酥餅被驗出3種致癌物含量過高。燕麥酥餅在台灣的無印良品也有販售，不過台灣無印良品表示已經通報食藥署送檢，但認為沒有違反台灣相關法規，因此不會下架。已就事件通報日方。

### 重提法租界
2019年9月10日，无印良品MUJI官方微博发布的一则“都市WALKER——在法租界红灯右转”的活动文案，内容为“以MUJI淮海755旗舰店为起点，在法租界梧桐树夹道间慢跑，行至路口，若是红灯便右转，绿灯则直行。”其中的‘法租界’一词引起了部分网友的强烈不满。随后，无印良品删除了带有“法租界”的微博，并对此道歉。相关活动一并取消。

### 使用新疆棉
2021年3月，知名品牌H&M集團在其官網發佈的一份聲明引發關注，這家瑞典快時尚成衣品牌指控，中國政府在新疆對少數民族「強迫勞動」和「宗教歧視」，聲稱將「抵制新疆棉花和紡工廠」。中國網友揚言抵制不使用新疆棉的各大知名品牌，而日本品牌無印良品中國總部向環時稱，並未抵制新疆棉花，且仍有大量新疆棉產品正在銷售。第一時間宣示使用新疆棉鞏固中國市場。
2021年4月，良品計劃總裁松崎曉 （Satoru Matsuzaki） 表示，視中國為「關鍵市場」，將加快在中國的業務擴張，希望2024年前每年能在中國開50家門市，尋求在中國市場獲得更多的增長。2021年7月，松崎又表示，通过第三方机构调查，良品计划认定在新疆的供应商没有严重侵犯人权的行为，未来将继续使用产自新疆的原料。

## 外部連結
- 株式会社良品計画 （页面存档备份，存于）
- 無印良品 （页面存档备份，存于）
- 無印良品的X（前Twitter）
- 無印良品的Facebook專頁
- MUJI無印良品的Instagram帳戶
- YouTube上的MUJIglobal頻道
- MUJI HOTEL GINZA （页面存档备份，存于） - 2019年4月オープンのMUJI HOTEL GINZA公式サイト